# Metazygia zilloides
Metazygia zilloides là một loài nhện trong họ Araneidae.
Loài này thuộc chi Metazygia. Metazygia zilloides được Richard C. Banks miêu tả năm 1898.